# Данило Кекић
Данило Кекић – Дака (Чуруг, 1918 — Нови Сад, 1999), учесник Народноослободилачке борбе и друштвено-политички радник СФР Југославије, СР Србије и САП Војводине. Од маја 1982. до маја 1983. године обављао је функцију председника Председништва САП Војводине.

## Биографија
Данило Кекић рођен је 2. јануара 1918. године у Чуругу код Новог Сада. Завршио је Вишу политичку школу „Ђуро Ђаковић“ у Београду. Пре Другог светског рата био је пољопривредни и пружни радник.
Члан Комунистичке партије Југославије постао је 1939. године. Од 1941. године учествује у Народноослободилачкој борби. Био је један од организатора устанка у свом крају. У рату је био на одговорним политичким дужностима у Бачкој.
После ослобођења вршио је многе функције:
- секретар Градског комитета Комунистичке партије Србије Нови Сад
- организациони секретар Окружног комитета КПЈ Нови Сад
- секретар Среског комитета КП Србије Нови Сад и за срез Жабаљ
- члан Извршног већа Народне скупштине АП Војводине
- члан Савезног извршног већа
- секретар за индустрију у Савезном извршном већу
- председник Републичког већа Савеза синдиката Југославије за Србију
- члан Централног комитета СК Србије и Извршног комитета ЦК СК Србије
- биран за члана Централног комитета Савеза комуниста Југославије на Осмом конгресу
- члан Извршног комитета ЦК СКЈ од 1966. до 1969. године
- изабран за члана Председништва СКЈ на Деветом конгресу
- посланик Већа народа Савезне скупштине
- председник Председништва САП Војводине од маја 1982. до маја 1983. године

Биран је за посланика Савезне скупштине у више сазива.
Носилац је Партизанске споменице 1941. и више домаћих признања и одликовања.
Преминуо је у Новом Саду, после краће болести, у својој 82. години.